# Grzegorz (Theocharous)
Grzegorz, imię świeckie Grigorios Theocharous Hatzitofis grec. Γρηγόριος Θεοχάρους Χατζηττοφής (ur. 28 października 1928 w Marathovounos, zm. 20 listopada 2019 w Londynie) – cypryjski duchowny prawosławny w jurysdykcji Patriarchatu Konstantynopola, od 1998 arcybiskup Tiatyry i Wielkiej Brytanii.

## Życiorys
24 maja 1953 otrzymał święcenia diakonatu, a 19 kwietnia 1959 prezbiteratu. 12 grudnia 1970 przyjął chirotonię biskupią.